# Husby och Tuna
Husby och Tuna – miejscowość (tätort) w Szwecji, w regionie administracyjnym (län) Södermanland, w gminie Strängnäs.
Według danych Szwedzkiego Urzędu Statystycznego liczba ludności wyniosła: 270 (31 grudnia 2015), 267 (31 grudnia 2018) i 271 (31 grudnia 2019).